# Coris monspeliensis
Coris de Montpellier
Espèce
Classification phylogénétique
Coris monspeliensis, le Coris de Montpellier, est une espèce de plantes à fleurs de la famille des primulacées. C'est l'une des deux espèces du genre Coris. C'est un sous-arbrisseau originaire du bassin méditerranéen.
Cette plante, au port semblable au thym en période végétative, pousse sur des terrains ensoleillés.
Coris monspeliensis est une plante mellifère. Les fleurs ont une couleur violette qui attire les abeilles. 

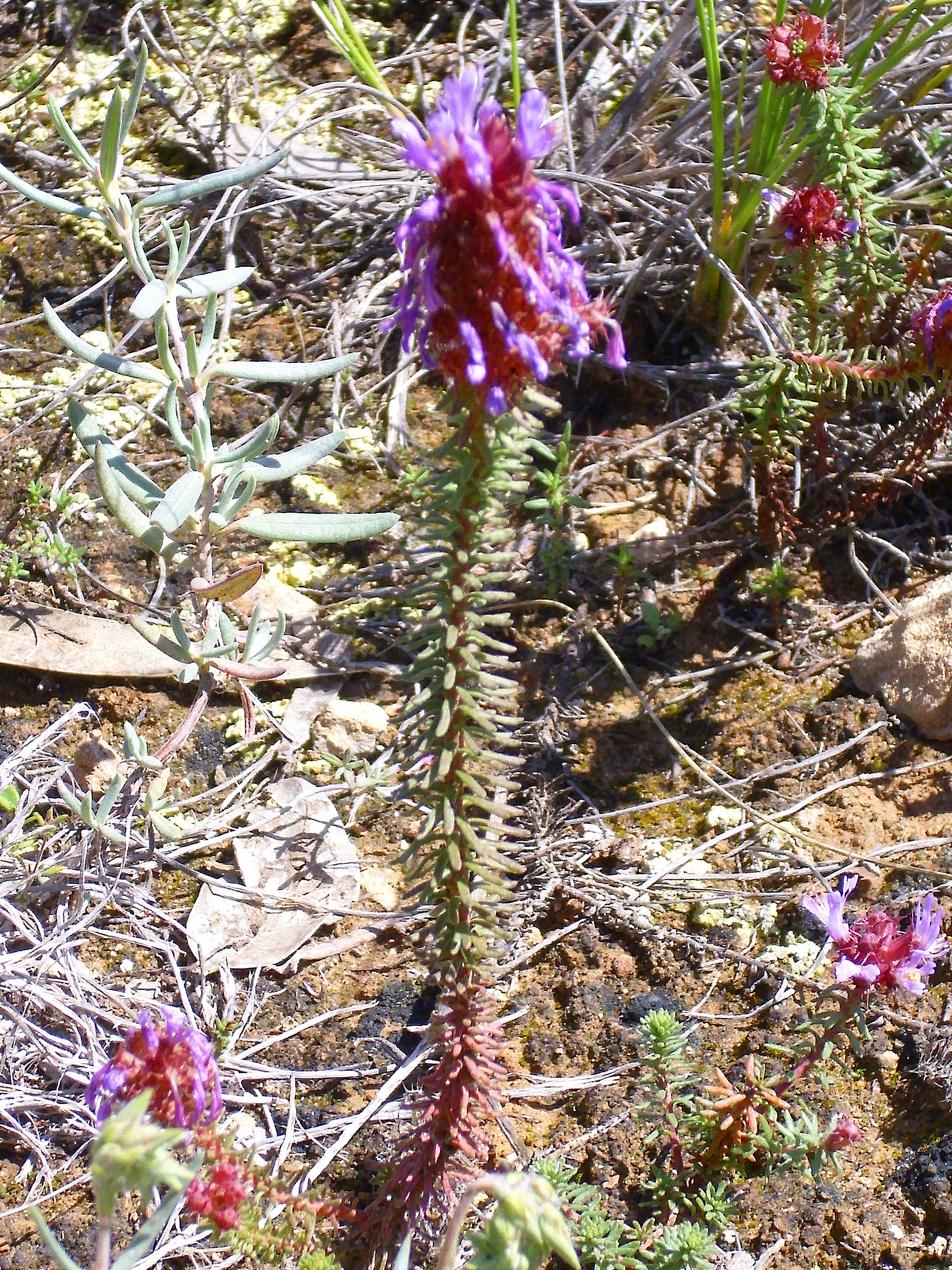
Inflorescence.

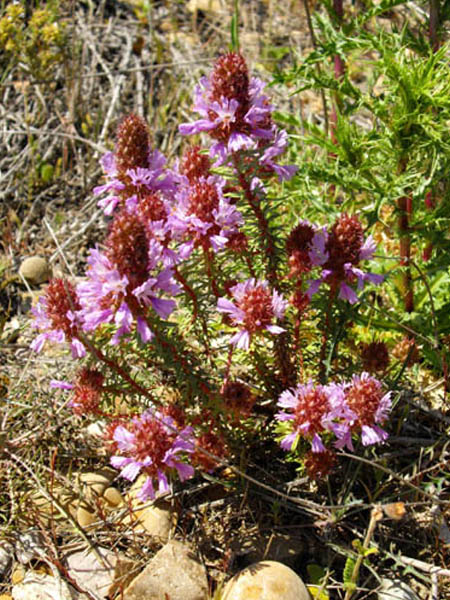
Vue de la plante en fleur.

## Description
C'est une plante dressée, rarement prostrée, de 5-25 cm. Les feuilles sont sessiles, droites ou réfléchies, linéaires, entières ou crénelées, les supérieures généralement dentées. L'inflorescence est en épi de 1 à 3 cm de hauteur. Le calice, en cloche, de 4-6 mm a 6-10(14) dents de 2-4 mm de long. La corolle de 9 à 16 mm est de couleur rose intense à violet. Le fruit est une capsule de 1-2,5 mm de diamètre, globuleuse qui contient 4 à 6 graines.
La floraison s'étale d'avril à juillet. 

## Répatition
On trouve la plante autour de la Méditerranée, en Europe et en Afrique du Nord.

## Habitat
Cette plante pousse sur des terrains calcaire, crayeux, pierreux et autres sols pauvres. Elle grandit dans les pelouses rocailleuses, les garrigues.

## Galerie

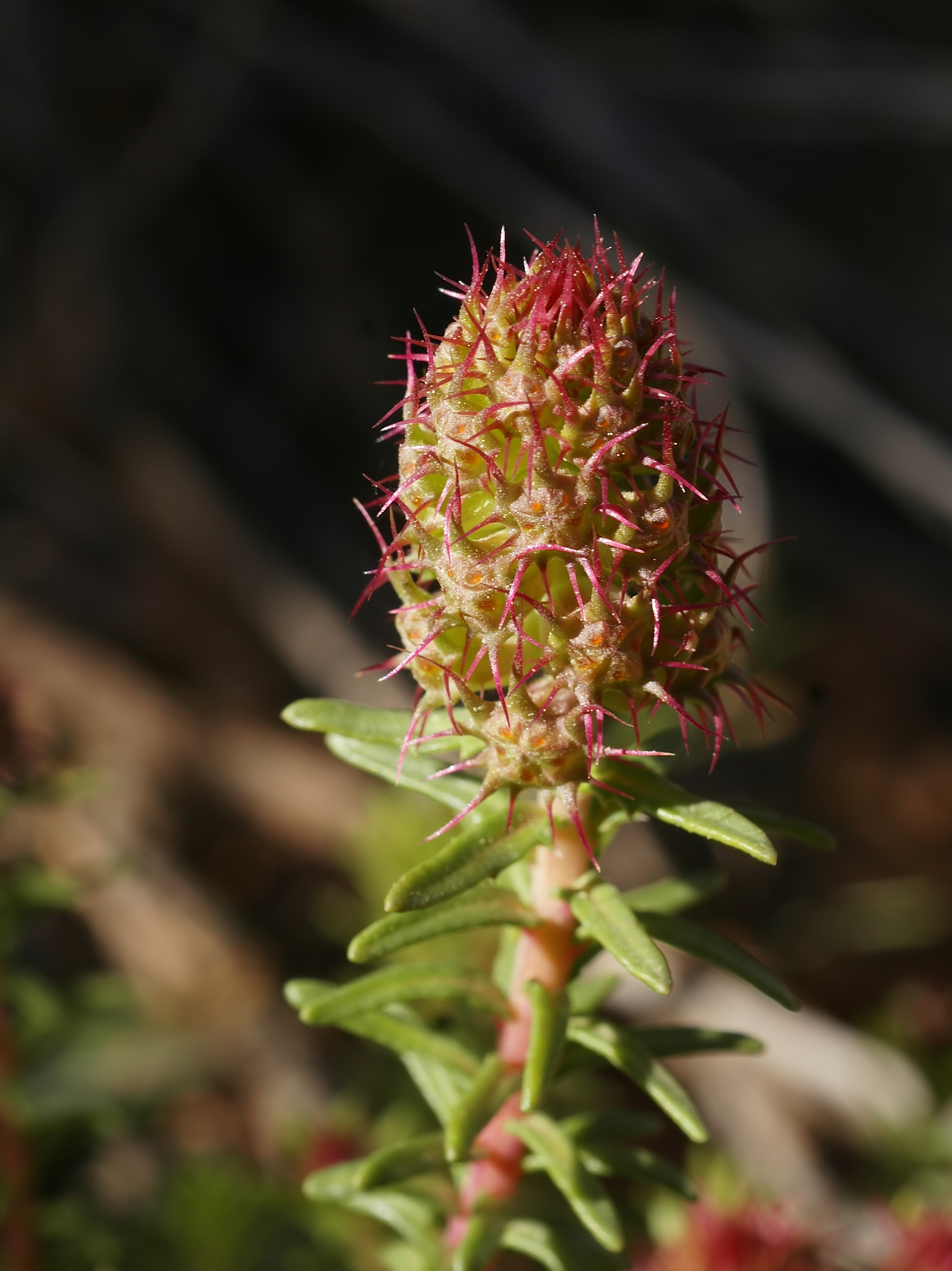
Inflorescence
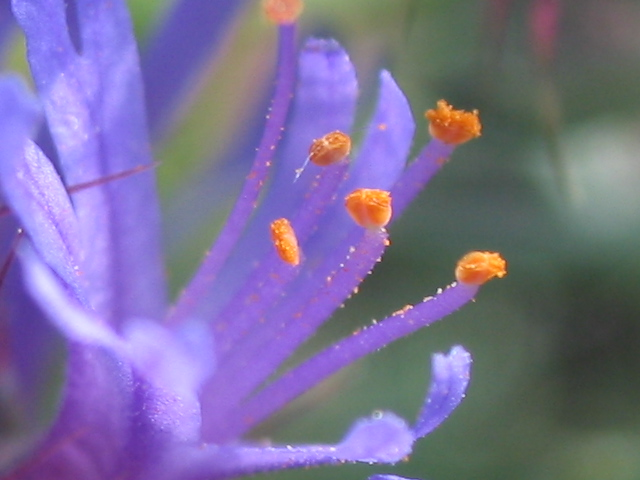
Détail d'une fleur
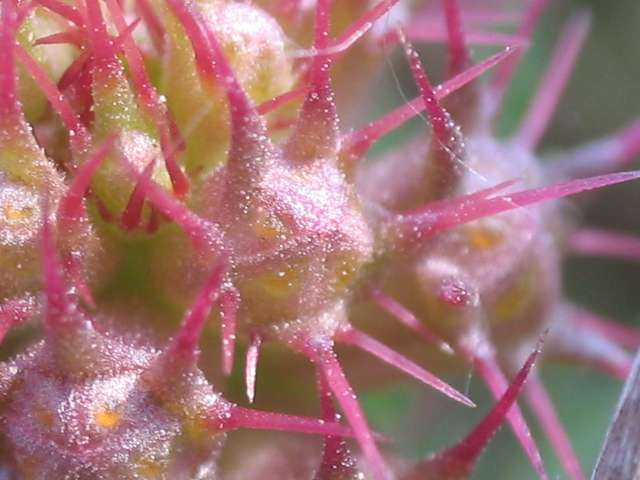
Détails d'un fruit

## Usages
Coris monspeliensis a été utilisé dans la médecine populaire traditionnelle pour soigner les blessures et les fractures car il aurait la capacité de souder les os. Il a également été utilisé contre la diarrhée, la pneumonie et la syphilis. La racine a une saveur amère qui provoque des nausées et était autrefois utilisée comme vomitif.
Coris monspeliensis a été identifié par certains comme le « Alum » de l'Histoire Naturelle de Pline. 

## Taxonomie
Coris monspeliensis a été décrit par Carl Linné et publié dans Species Plantarum 1: 177. 1753.

### Sous-espèces
- Coris monspeliensis subsp. hispanica (Lange) Masclans
- Coris monspeliensis subsp. maroccana (Murb.) Greuter & Burdet
- Coris monspeliensis subsp. somaliensis Govaerts
- Coris monspeliensis subsp. syrtica (Murb.) Masclans

### Synonymes
- Alus mediterranea Bubani
- Coris monspeliensis var. denticulata (Lindb.) Masclans
- Coris monspeliensis var. ebusitana Masclans
- Coris monspeliensis var. fontqueri Masclans
- Coris monspeliensis subsp. fontqueri Masclans
- Coris purpurea St.-Lag[2].